# Буди-Закляшторне
Буди-Закляшторне (пол. Budy Zaklasztorne) — село в Польщі, у гміні Пуща-Марянська Жирардовського повіту Мазовецького воєводства.
Населення — 443 особи (2011).
У 1975-1998 роках село належало до Скерневицького воєводства.

## Демографія
Демографічна структура станом на 31 березня 2011 року:
|          | Загалом | Допрацездатний вік | Працездатний вік | Постпрацездатний вік |
| -------- | ------- | ------------------ | ---------------- | -------------------- |
| Чоловіки | 223     | 48                 | 163              | 12                   |
| Жінки    | 220     | 39                 | 134              | 47                   |
| Разом    | 443     | 87                 | 297              | 59                   |